# Ingeborg Fleischhauer
Eva Ingeborg Fleischhauer (* 2. September 1942 in Erfurt) ist eine deutsche Osteuropahistorikerin.

## Leben
Ingeborg Fleischhauer wurde am 2. September 1942 in Erfurt, Thüringen geboren. Sie absolvierte den neusprachlichen Zweig der Heinrich-Mann-Oberschule (ehemalige Himmelspforte). Zu Ostern 1961 konvertierte sie in der Wigbert-Kirche Erfurt zum Katholizismus. Im Juli 1961 legte sie das Abitur ab und reiste zur beruflichen Orientierung in die Bundesrepublik Deutschland. Hier wurde sie am 13. August vom Bau der Berliner Mauer überrascht und beantragte in Hamburg die Notaufnahme (C-Ausweis). Nach ihrer Teilnahme am Vorstudienkurs für SBZ-Abiturienten in Hamburg-Blankenese nahm sie 1962 das Studium der Philosophie, Psychologie und Slawistik an der Universität Hamburg auf und setzte es ab 1965 mit Förderung des Nicolaus-Cusanus-Werks an den Universitäten FU Berlin, Sorbonne Paris und Pontificia Università Gregoriana in Rom fort. Am Centro Studi Marxisti des Pontificio Istituto Orientale in Rom war sie ab 1968 als Assistentin von Professor Gustav A. Wetter S.J. tätig. 
1970 wurde sie an der Universität Konstanz in den Fächern Philosophie und Slawistik mit einer Dissertation zum Thema „Elemente einer russischen Aufklärung, N. N. Strachov“. promoviert. An Universitäten mit reichhaltigen russischen Bibliotheken spezialisierte sie sich weiter auf Themen, die sich mit Osteuropa befassen, und gilt heute als „erfahrene Osteuropa-Historikerin“. Während eines DAAD-Lektorats an der Universität Paris XII (Creteil) nutzte sie die russischen Bestände der Bibliothèque Nationale und des Centre d´Ètudes Russes zur Einarbeitung in die Geschichte des russischen Liberalismus, die sie mithilfe eines DAAD-Lektorats an der Universität Jyväskylä in der russischen Abteilung der Finnischen Nationalbibliothek Helsinki fortsetzte. 1972 bis 1973 war sie als Austauschstipendiatin des DAAD am Institut für die Geschichte der Russischen Philosophie (Lehrstuhl Prof. Galaktionov/Nikandrov) der Zhdanov-Universität Leningrad tätig.
Von 1973 bis 1980 lehrte und forschte sie am Russian Studies Center der Hebräischen Universität Jerusalem auf den Gebieten des russischen Liberalismus, der Nationalitätenfrage und speziell der Geschichte der deutschen Minderheit im Russischen Reich. Ausgedehnte Archivaufenthalte in Washington D.C. (National Archives) und Stanford, Palo Alto (Hoover Institution for War, Peace and Revolution) erbrachten unbekannte Materialien zur Lösung spezieller Fragen der russischen Geschichte und Revolution. Auf dieser Grundlage widmete sie sich in der Zeit von 1980 bis 1990 in Bonn der wissenschaftlichen Projektforschung. Hier entstand aus Mitteln der DFG die erste zusammenhängende Untersuchung über die Geschichte der deutschen Minderheit im Russischen Reich. Mit einem Stipendium der Fritz Thyssen Stiftung zu den Beziehungen des deutschen Widerstands zur Sowjetunion vor dem Russlandfeldzug 1941 sowie 1944 kamen 1986 und 1991 Studien besonders über Friedrich-Werner von der Schulenburg zustande, die neue sowjetische Quellen nutzen konnten.
Nach dem Zerfall der Sowjetunion nahm Ingeborg Fleischhauer 1991 die Einladung des gewählten Bürgermeisters von Leningrad, Prof. Dr. Anatolij Aleksandrowitsch Sobtschak, zum Aufbau eines Zentrums für das Russische Reformwesen an der Leningrader Staatsuniversität an. 1992 gründete sie das Zentrum für Russisches Reformwesen an der Staatsuniversität St. Petersburg unter der unmittelbaren Leitung ihres Rektors, Prof. Dr. Stanislaw Petrowitsch Merkurjew, und leitete es in einer Aufbauphase von drei Jahren. Am 24. Mai 1994 wurde ihr in einem ordentlichen Verfahren der Professorentitel verliehen (Attestat professora Nr. 002726) und ein Lehrstuhl für die Theorie und Geschichte der russischen Soziologie zur Verfügung gestellt. 
Nach ihrer Rückkehr nach Deutschland arbeitete Ingeborg Fleischhauer, die erneut ihren ursprünglichen, durch die nationalsozialistische Namensgesetzgebung von 1938 untersagten Vornamen Eva annahm, die im Ausland gesammelten Materialien auf. Sie legte mehrere Studien zur russischen und sowjetischen Geschichte vor. In ihren Arbeiten zum Hitler-Stalin-Pakt 1939 wies sie auf Kontinuitäten zur Rapallo-Politik und zur älteren deutschen Russland-Diplomatie hin. Zum Rapallo-Vertrag 1922 selbst konnte sie einige historische Mythen zurückweisen.  Ihre Einschätzung (2015), die deutschen Verantwortlichen hätten den Völkermord an den Armeniern im Osmanischen Reich 1915 gefördert, blieb nicht unwidersprochen. Ihre Einstufung Lenins als deutscher Agent im Auftrag Ludendorffs 1917 stieß ebenso auf Gegenrede.
Sie gründete 2019 und leitet die Stiftung Fleischhauer mit Sitz in Weimar/Thüringen zur Förderung des „Andenkens an vergessene Künstler, Gelehrte und Erfinder der Stadt Weimar/Thüringen und ihrer Umgebung. Sie rückt prägnante Persönlichkeiten, die aus unterschiedlichen Gründen, nicht zuletzt infolge des deutschen Sonderwegs im 20. Jahrhunderts, aus dem öffentlichen Bewusstsein verschwunden sind, ins Licht des gegenwärtigen Interesses und empfiehlt ihre Anerkennung als Schöpfer und Träger des kulturellen Erbes. Sie organisiert Ausstellungen, gibt Veröffentlichungen heraus und vergibt Stipendien, um ihre völkerverbindende, freiheitlich-aufklärerische Vision in die Tat umzusetzen“. Zu den erforschten Personen gehört u. a. der Maler Kurt Hanns Hancke.
1970 übersetzte sie Lucien Goldmanns Pour une sociologie du roman (1964) ins Deutsche als Soziologie des modernen Romans.

## Veröffentlichungen (Auswahl)
- Philosophische Aufklärung in Russland. Rationaler Impuls und mystischer Umbruch, N.N. Strachov. Pontificium Institutum Orientalium Studiorum, Rom 1977. (Orientalia Christiana analecta, 203)
- Mitautor Hillel Klein: Über die jüdische Identität. Eine psychohistorische Studie, Königstein/Taunus: Jüdischer Verlag im Athenäum-Verlag 1978.
- Das Dritte Reich und die Deutschen in der Sowjetunion. DVA, Stuttgart 1983, ISBN 978-3-421-06121-8. (Schriftenreihe der Vierteljahrshefte für Zeitgeschichte Bd. 46)
- Mitautor Benjamin Pinkus: The Soviet Germans. Past and Present, with an introduction edited by Edith Rogovin-Frankel, London: Christopher Hurst/Washington: St. Martin´s Press 1986.
- Die Chance des Sonderfriedens. Deutsch-sowjetische Geheimgespräche 1941–1945. Siedler, Berlin 1986, ISBN 978-3-88680-247-0.
- Die Deutschen im Zarenreich. Zwei Jahrhunderte deutsch-russische Kulturgemeinschaft. DVA, Stuttgart 1986, ISBN 978-3-421-06306-9.
- Mitautor Benjamin Pinkus: Die Deutschen in der Sowjetunion: Geschichte einer nationalen Minderheit im 20. Jahrhundert. Hrsg.: Karl Heinz Ruffmann. Nomos, Baden-Baden 1987, ISBN 978-3-7890-1334-8.
- Der Widerstand gegen den Russlandfeldzug. GDW, Berlin 1987.
- Hitler, Mussolini e i tentativi di pace separata con l`URSS, eingeleitet von Giovanni Spadolini, in: Nuova Antologia, Florenz 1 (1987) Bd. 557, S. 321-377.
- Lust an der Erkenntnis: russisches Christentum. Ein Lesebuch. Hrsg. und eingeleitet von Ingeborg Fleischhauer. Piper, München u. a. 1989, ISBN 978-3-492-10866-9.
- Mitherausgeber Hugo Jedig, Die Deutschen in der UdSSR in Geschichte und Gegenwart, Baden-Baden: Nomos-Verlag 1990.
- Der Pakt: Hitler, Stalin und die Initiative der deutschen Diplomatie 1938–1939. Ullstein, Berlin 1990, ISBN 978-3-550-07655-8.
- Dasselbe: Pakt. Gitler, Stalin i initiativa germanskoj diplomatii 1938-1939, Moskau: Progress-Verlag 1991.
- Diplomatischer Widerstand gegen „Unternehmen Barbarossa“. Die Friedensbemühungen der Deutschen Botschaft Moskau 1939–1941. Berlin 1991, ISBN 978-3-550-07504-9.
- Die sowjetische Außenpolitik und die Genese des Hitler-Stalin-Paktes. In: Bernd Wegner (Hrsg.): Zwei Wege nach Moskau. Vom Hitler-Stalin-Pakt bis zum „Unternehmen Barbarossa“. Piper, München 1991, ISBN 3-492-11346-X. S. 19–39
- `Unternehmen Barbarossa´. Die deutsche Kriegserklärung in Moskau im Lichte sowjetischer Dokumente, in: Osteuropa 6 (1991), S. 517-544.
- Der deutsch-sowjetische Grenz- und Freundschaftsvertrag vom 28. September 1939. Die deutschen Aufzeichnungen über die Verhandlungen zwischen Stalin, Molotow und Ribbentrop in Moskau, in: Vierteljahreshefte für Zeitgeschichte, 3 (1991), S. 447-470.
- Rathenau in Rapallo. Eine notwendige Korrektur des Forschungsstandes. (Rathenau and the Treaty of Rapallo). Vierteljahrshefte für Zeitgeschichte, Band 54, Nr. 3 (2006), S. 365–415.[9]
- Der deutsche Anteil am osmanischen Völkermord 1915–1916. edition winterwork, Borsdorf 2015, ISBN 978-3-86468-940-6.
- Die Russische Revolution. Lenin und Ludendorff (1905–1917). edition winterwork, Borsdorf 2017, ISBN 978-3-96014-247-8. (Rezensionen von Manfred Nebelin,[10] Georg Wurzer,[11] Kristiane Janeke,[12] Leontij Lannik[13])
- Dasselbe: Russkaja Revoljucija. Lenin i Ljudendorf (1905-1917), Moskau: Polit. Enciklopedija 2020.
- Dasselbe: Russkaja Revoljucija. Lenin i Ljudendorf (1905-1917), Berlin: Peter Lang 2021.
- Der Kapp-Putsch: Lenin und Ludendorff 1918–1920, edition winterwork, Borsdorf 2020, ISBN 978-3960146872.
- Der Weimarer Maler Kurt Hanns Hancke, Aufzeichnungen 1946-1953, hrsg. von Hubert Erzmann und Eva Ingeborg Fleischhauer, Gera 2021.